# Erzbistum Bologna
Das in Italien gelegene Erzbistum Bologna (lat.: Archidioecesis Bononiensis, ital.: Arcidiocesi di Bologna) ist eine Erzdiözese der römisch-katholischen Kirche mit Sitz in Bologna.

## Allgemeine Informationen
Der Erzbischof ist Metropolit der Bistümer Faenza-Modigliana, Imola und des Erzbistums Ferrara-Comacchio.
Der Erzbischof von Bologna, einem der größten Bistümer Italiens, ist stets Kardinal (seit Scipione Borghese 1610).

## Geschichte
Das Bistum wurde im 3. Jahrhundert gegründet. Gegen Ende des 4. Jahrhunderts wurde es in die Kirchenprovinz Mailand eingegliedert und im 5. Jahrhundert in die Kirchenprovinz Ravenna. Während der Auseinandersetzungen zwischen Kaisertum und Papsttum im Mittelalter sind die Bischöfe von Bologna meistens dem Papst treu geblieben.
Am 10. Dezember 1582 wurde das Bistum Bologna durch Papst Gregor XIII. zum Erzbistum und Metropolitansitz erhoben. Trotz Gegenwehr des bisherigen Metropoliten, des Erzbischofs von Ravenna, bestätigte Papst Clemens VIII. 1604 die Entscheidung Gregors XIII. 1796 besetzten die Franzosen die erzbischöflichen Gebiete und betrieben eine antireligiöse Politik. Nachdem Carlo Oppizzoni (1802–1855) in seiner 53-jährigen Amtszeit vermitteln konnte, kam nach seinem Tod und vor allem nach dem Anschluss an das Königreich Sardinien 1859 erneut antiklerikale Stimmung auf. Von 1859 bis 1882 konnten die Erzbischöfe Michele Viale-Prelà, Filippo Maria Guidi, Carlo Luigi Morichini und Lucido Maria Parocchi nicht im erzbischöflichen Palast residieren.

## Bischöfe und Erzbischöfe
Giacomo Lercaro, Erzbischof von Bologna von 1952 bis 1968, war eine der prägenden Persönlichkeiten des Zweiten Vatikanischen Konzils.
Sieben (Erz-)Bischöfe von Bologna wurden später Papst: Johannes X. im Jahr 914, Innozenz VII. (vorher Cosma Migliorati) 1404, Nikolaus V. (Tommaso Parentucelli) 1447, Julius II. (Giuliano della Rovere) 1503, Gregor XV. (Alessandro Ludovisi) 1621, Benedikt XIV. (Prospero Lorenzo Lambertini) 1740 und zuletzt Benedikt XV. (Giacomo Della Chiesa) 1914.
Siehe auch
- Liste der Bischöfe und Erzbischöfe von Bologna

## Dekanate/Pfarrbezirke
1. Vicariato di Bologna Centro
2. Vicariato di Bologna Ravone
3. Vicariato di Bologna Sud – est
4. Vicariato di Bologna Nord
5. Vicariato di Bologna Ovest

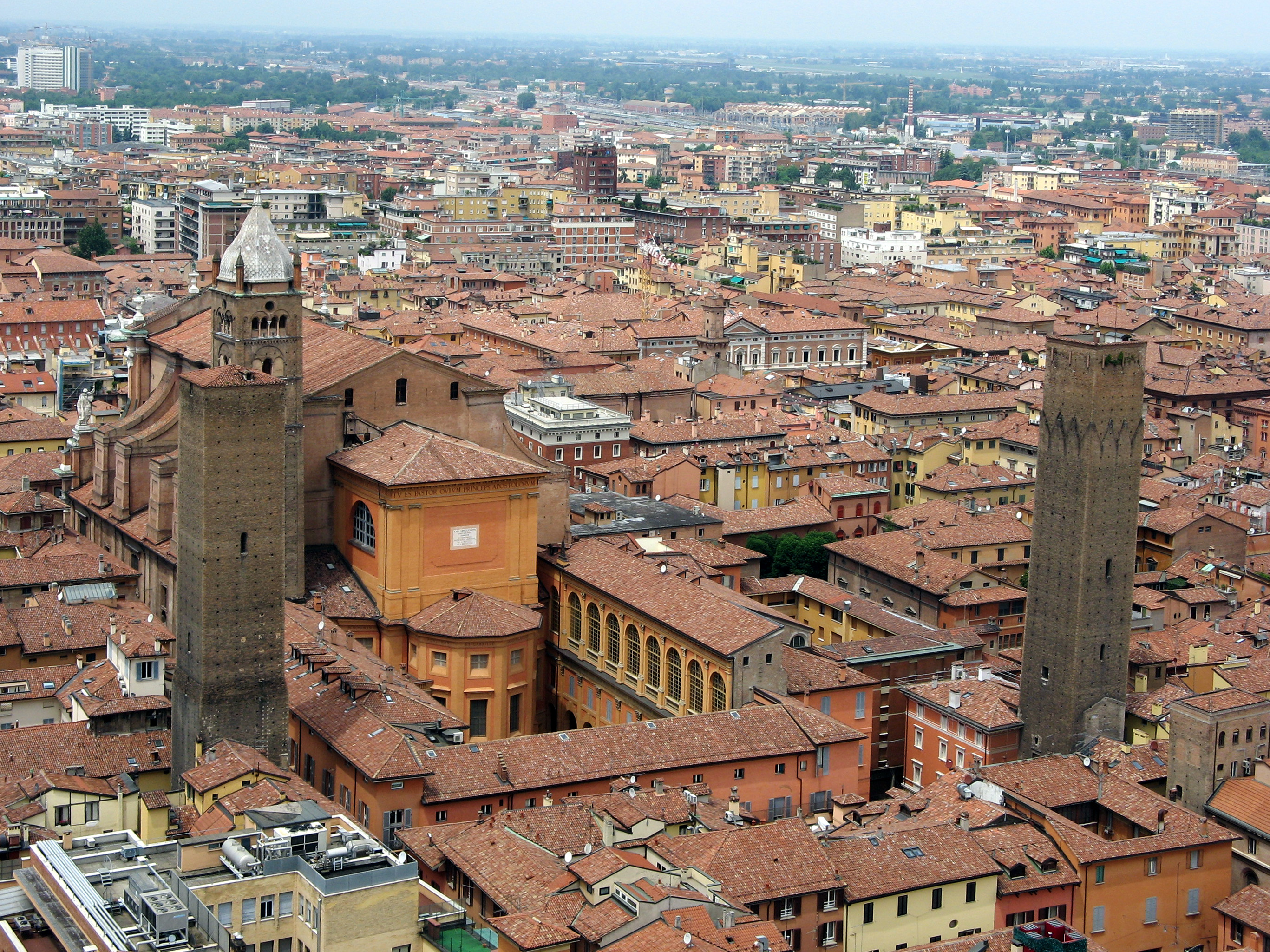
Kathedrale San Pietro in Bologna

6. Vicariato di Persiceto – Castelfranco Emilia
7. Vicariato di Cento
8. Vicariato di Galliera
9. Vicariato di Budrio
10. Vicariato di Castel San Pietro Terme
11. Vicariato di San Lazzaro – Castenaso
12. Vicariato di Setta
13. Vicariato di Vergato
14. Vicariato di Porretta Terme
15. Vicariato di Bazzano